# Красиловский район
Краси́ловский райо́н (укр. Красилівський район) — упразднённая административно-территориальная единица в центральной части Хмельницкой области. Центр — город Красилов.

## Общие сведения
Площадь района составляет 1,2 тыс. км². Население — 50 145 жителей (2019).
Граничит на севере с Изяславским районом, на востоке со Староконстантиновским районом и Староконстантиновским горсоветом, на юге с Хмельницким, на юго-западе с Теофипольским, на западе с Белогорским районами Хмельницкой области.
По территории района протекают реки Бужок, Иква, Икопоть, Понора, Случь, Фоса и другие, тут находятся Кузьминское водохранилище, пруд Пустяк. Через район проходят железнодорожные линии Гречаны—Староконстантинов-1 и Шепетовка-Подольская—Староконстантинов-1 и автодорога Черновцы—Хмельницкий—Житомир (М20).
В районе 1 городской, 1 поселковый и 35 сельских советов; 1 город, 1 посёлок городского типа и 93 села.

## История
23 сентября 1959 года к Красиловскому району была присоединена часть территории упразднённого Базалийского района.
17 июля 2020 года в связи с административно-территориальными изменениями в районах областей Украины, этот район присоединился к Хмельницкому району. Администрация и районный совет распущены.

## Известные уроженцы
- Булаенко, Владимир Дмитриевич (1918—1944) — украинский советский поэт.
- Нечипорук Владимир Павлович (украинский политик)

## Транспорт
Через район проходит газопровод Ямал — Западный Берлин.

## Населённые пункты
Список населённых пунктов района находится внизу страницы